# 民和南站
民和南站，位于中华人民共和国青海省海东市民和回族土族自治县川口镇川垣社区，是兰新客运专线上的高铁站，于2014年12月26日开通启用，由中国铁路青藏集团管辖。因張家莊隧道長期處於地質不穩定狀態，蘭州至西寧之間的高鐵需繞經蘭青鐵路，此站历经多次停運。自2021年6月1日起，该站再次暂停运营，於2023年7月1日重開。

## 歷史
- 2014年12月26日：开通启用。
- 2018年12月25日：因兰新铁路第二双线张家庄隧道山体变形，该站暫時關閉[3]。
- 2020年10月11日：因兰新铁路第二双线蘭州西至西寧段恢復通車，该站重新投入服務。
- 2021年6月1日：兰新客专西宁至兰州段因地质灾害停运，该站再次关闭[2]，直至2023年7月1日车站才重新运营。

## 車站周邊
- 民和清真寺
- 水源山宗文化生态园
- 龙支城休闲广场
- 民和县职业技术学校
- 民和回族土族自治县人力资源和社会保障局
- 民和回族土族自治县房地产管理局
- 中国电信川垣营业厅
- 民和回族土族自治县人民政府

## 外部連結
- 中国铁路客户服务中心 （页面存档备份，存于）